# Casa de Pescadors (Sant Pol de Mar)
Casa de Pescadors és una casa del municipi de Sant Pol de Mar (Maresme) inclosa en l'Inventari del Patrimoni Arquitectònic Català.

## Descripció
Hi ha a la porta de la façana principal de la Casa de Pescadors, de cara al mar, un estuc, de petites dimensions, de color de fons blau amb vermell i blanc al damunt, representa, a l'esquerra, la vila de Sant Pol sobre els turons del massís de Montnegre que davallen fins al mar, i al centre, una barca de vela i cinc pescadors.
A la part inferior esquerra hi ha la inscripció de tres noms: B. Germà, C. Simón i S. Rovira.
Tant el tema com el sistema de representar-lo pertanyen a un noucentisme plàcid, inspirat en el món ideal mediterrani o els seus habitants.
Es troba molt mal conservat, a punt de caure tot i un petit arranjament a base de ciment. A les parets laterals de la Casa de Pescadors hi ha també dues pintures de Darius Vilàs, actualment emblanquinades.

## Història
La inscripció dels tres noms (B. Germà, C. Simón i S. Rovira) pertanyen a tres pescadors de Sant Pol enriquits, que encarregaren un estucat amb la representació al·legòrica de la vila pescadora.
Al mateix temps, encarregaren les dues pintures de les parets laterals, de tema religiós, malmeses durant la guerra civil.
La Casa de Pescadors era el lloc on antigament es guardaven els bous que arrossegaven les barques, on es tenyien les xarxes i on vivien els palers.